# Johnny Boyd
Johnny Boyd (ur. 19 sierpnia 1926 we Fresno, Kalifornia, zm. 27 października 2003) – amerykański kierowca wyścigowy wyścigów Indianapolis 500 w latach 1955–1960, zaliczanych do klasyfikacji Formuły 1. Jeździł w bolidzie zespołów Kurtis Kraft i Epperly. Jego największym osiągnięciem jest 3 pozycja w sezonie 1958.